# Wang Chunyu
Wang Chunyu (王春雨S, Wáng ChūnyǔP; Suzhou, 17 gennaio 1995) è una mezzofondista cinese.
In carriera vanta una medaglia d'oro negli 800 metri piani ai campionati asiatici di Pune 2013.

## Biografia
Debutta a livello internazionale nel 2011 in occasione dei mondiali allievi di Lilla, dove conquista una medaglia d'argento con un tempo di 2'03"23, battuta solamente dalla favorita Ajeé Wilson. 
Ai campionati asiatici di Pune 2013 si conferma come la miglior ottocentista del continente, fregiandosi di un oro in 2'02"47, ben davanti alla bahreinita Genzeb Shumi (2'04"16) e all'indiana Tintu Luka (2'04"48).  	
Un mese dopo vola in Russia per partecipare ai mondiali di Mosca 2013, dove però non supera le batterie.
L'agosto del 2016 partecipa ai Giochi olimpici di Rio de Janeiro 2016, fermandosi alle semifinali degli 800 metri con una prestazione di 2'04"05.

## Progressione

### 400 metri piani
| Stagione | Tempo | Luogo    | Data      | Rank. Mond. |
| -------- | ----- | -------- | --------- | ----------- |
| 2016     | 54"30 | Shanghai | 14-5-2016 |             |
| 2012     | 54"36 | Yantai   | 14-7-2012 |             |

### 800 metri piani
| Stagione | Tempo   | Luogo          | Data       | Rank. Mond. |
| -------- | ------- | -------------- | ---------- | ----------- |
| 2016     | 1'59"93 | Rio de Janeiro | 17-8-2016  |             |
| 2014     | 2'08"03 | Chula Vista    | 14-6-2014  |             |
| 2013     | 2'02"05 | Mosca          | 15-8-2013  |             |
| 2012     | 2'01"48 | Kunshan        | 24-9-2012  |             |
| 2011     | 2'01"34 | Nanchang       | 23-10-2011 |             |

## Palmarès
| Anno | Manifestazione      | Sede           | Evento        | Risultato  | Prestazione | Note                                     |
| ---- | ------------------- | -------------- | ------------- | ---------- | ----------- | ---------------------------------------- |
| 2011 | Mondiali allievi    | Lilla          | 800 m piani   | Argento    | 2'03"23     |                                          |
| 2013 | Campionati asiatici | Pune           | 800 m piani   | Oro        | 2'02"47     |                                          |
| 2013 | Mondiali            | Mosca          | 800 m piani   | Batteria   | 2'02"05     | Miglior prestazione personale stagionale |
| 2016 | Giochi olimpici     | Rio de Janeiro | 800 m piani   | Semifinale | 2'04"05     |                                          |
| 2018 | Asiatici indoor     | Teheran        | 800 m piani   | Oro        | 2'09"30     |                                          |
| 2018 | Giochi asiatici     | Giacarta       | 800 m piani   | Oro        | 2'01"80     | Miglior prestazione personale stagionale |
| 2019 | World Relays        | Yokohama       | 4×400 m mista | Batteria   | 3'21"66     |                                          |
| 2019 | Campionati asiatici | Doha           | 800 m piani   | Argento    | 2'02"96     | Miglior prestazione personale stagionale |
| 2019 | Mondiali            | Doha           | 800 m piani   | Semifinale | 2'02"84     |                                          |
| 2021 | Giochi olimpici     | Tokyo          | 800 m piani   | 5ª         | 1'57"00     | Miglior prestazione personale            |
| 2023 | Giochi asiatici     | Hangzhou       | 800 m piani   | Bronzo     | 2'03"90     |                                          |